# Gemaal Kandia
Gemaal Kandia  is een poldergemaal dat staat aan de Kandiadijk te Groessen in de Nederlandse provincie Gelderland.
Het gemaal is gebouwd in 1968 en maakt deel uit van een primaire waterkering. Het is gebouwd in opdracht van polderdistrict Rijn en IJssel (opgegaan in waterschap Rijn en IJssel) in samenwerking met het Duitse Wasserverband Netterdenscher Kanal (opgegaan in Deichverband Bislich-Landesgrenze).
Het is het grootste gemaal in het gebied van waterschap Rijn en IJssel.
Oorspronkelijk was het gemaal uitgerust met twee pompen aangedreven door dieselmotoren. Tussen 2009 en 2011 is het gemaal gerenoveerd en zijn de oorspronkelijke dieselmotoren vervangen door elektromotoren.
De naam 'Kandia', ook wel 'Candia' gespeld, is afkomstig van een boerenhoeve die hier ooit stond.

## Functie
Het gemaal houdt het water op peil in het binnendijkse stroomgebied van de Oude Rijn (Rijnstrangengebied) en het Netterdensch Kanaal. Dit gebied bestaat uit een polder van 10.000 hectare die ligt op Nederlands en Duits grondgebied. Vanaf het gemaal strekt het zich in oostelijke richting uit tot voorbij Emmerik. Hiervan is ruim 3700 hectare Duits en 6300 hectare Nederlands. Het pompt water naar het Pannerdens Kanaal als het waterpeil in het gebied te hoog wordt en houdt water vast als het waterpeil te laag wordt.

## Techniek
Het gemaal heeft twee schroefcentrifugaalpompen van het type BSV van Stork. Deze pompen hebben een totale capaciteit van 600 tot 1000 m³ per minuut, afhankelijk van de opvoerhoogte, (max. 4 meter). De pompen draaien gemiddeld tweehonderd uur per jaar en worden aangedreven door direct gekoppelde, langzaam draaiende elektromotoren met een gewicht van vijftienduizend kilo en een vermogen van 315 kW per stuk.
Het water wordt automatisch op peil gehouden. Omdat het gemaal deel uitmaakt van een primaire waterkering, is er met het oog op de veiligheid bij hoog buitenwater extra aandacht voor de automatisering van afsluitmiddelen.
Voor het peilbeheer is een stuwvoorziening ingebouwd, met geautomatiseerde regelschuiven. Deze schuiven worden zodanig bediend dat een optimale fluctuatie van het binnen- en buitenwaterpeilen mogelijk wordt gemaakt.

## Renovatie
Gemaal Kandia is in de periode 2009 - 2011 gerenoveerd. Hierbij zijn de twee pompen gereviseerd en de oorspronkelijke dieselmotoren en tandwielkasten vervangen door elektromotoren. Deze motoren zijn vanwege het gewicht via het dak in het gemaal geplaatst. Tijdens de renovatie zijn de mechanische en elektrotechnische installaties vernieuwd, is er een afvalwaterafvoervoorziening aangebracht en zijn er civieltechnische- en bouwkundige aanpassingen uitgevoerd. Ook is er een post ingericht voor de bewaking van de dijken bij hoog water.
De investeringskosten van het renovatieproject bedroegen in totaal 4 miljoen euro.
Het Duitse waterschap Deichverband Bislich-Landesgrenze betaalde 39% van de kosten, omdat het aangesloten stroomgebied voor 40% uit Duits grondgebied bestaat.
Waterschap Rijn en IJssel betaalde 41%. Provincie Gelderland en Landesregierung Nordrhein-Westfalen verleenden subsidies voor de renovatie en de inrichting van de peilbeheersing.
Het gemaal werd op 10 juni 2011 officieel heropend door heemraad Henk Wubbels en zijn Duitse collega Herbert Scheers.
1. ↑  Driepas, verenigingsblad van de Historische kring Duiven-Groessen-Loo, Jaargang 22, nr. 1 maart 2005 vanaf p 10. Gearchiveerd op 5 juli 2022.